# Coryphaeschna viriditas
Coryphaeschna viriditas là loài chuồn chuồn trong họ Aeshnidae. Loài này được Calvert mô tả khoa học đầu tiên năm 1952.